# Arquitectura copta

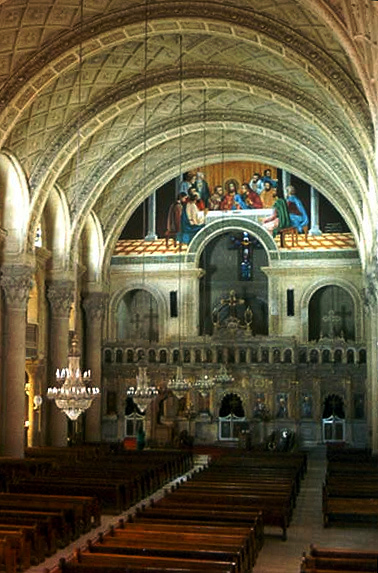
Catedral copta de San Marcos en Alejandría.

La arquitectura copta es la arquitectura de los coptos, quienes conformaban la mayoría de los cristianos en Egipto.
Las iglesias coptas fluctuaban desde grandes catedrales como la Catedral ortodoxa copta de San Marcos hasta pequeños templos en zonas rurales. Muchos monasterios antiguos como el de San Antonio, el más antiguo del mundo, aún sobreviven. Antiguas iglesias como la Iglesia Colgante en el barrio copto de El Cairo encierran un gran valor histórico para la Iglesia Copta y para los coptos en general.

## Origen e influencias
Los orígenes de la arquitectura copta se pueden rastrear hasta la Arquitectura del Antiguo Egipto, al observarse una similitud entre el proyecto de templos egipcios antiguos, progresando de un patio exterior a un santuario interior encubierto al de las iglesias coptas, con un nártex o porche exterior, y (en edificios más tardíos) un santuario escondido detrás de un iconostasio. Otros consideran que las tempranas iglesias coptas progresaban, como aquellas iglesias bizantinas y romanas de basílica grecorromana. Los restos de la Catedral de Hermópolis Magna (c. 430-440) son los sobrevivientes más importantes del período breve cuando la Iglesia Copta representaba la religión oficial en Egipto.
Desde sus inicios, la arquitectura copta fusionó tradiciones de construcción egipcias indígenas y materiales con estilos grecorromanos y bizantinos cristianos. Los ricos estilos de la vecina cristiana Siria tuvieron una creciente influencia después del siglo VI, incluyendo el uso de tímpanos de piedra.

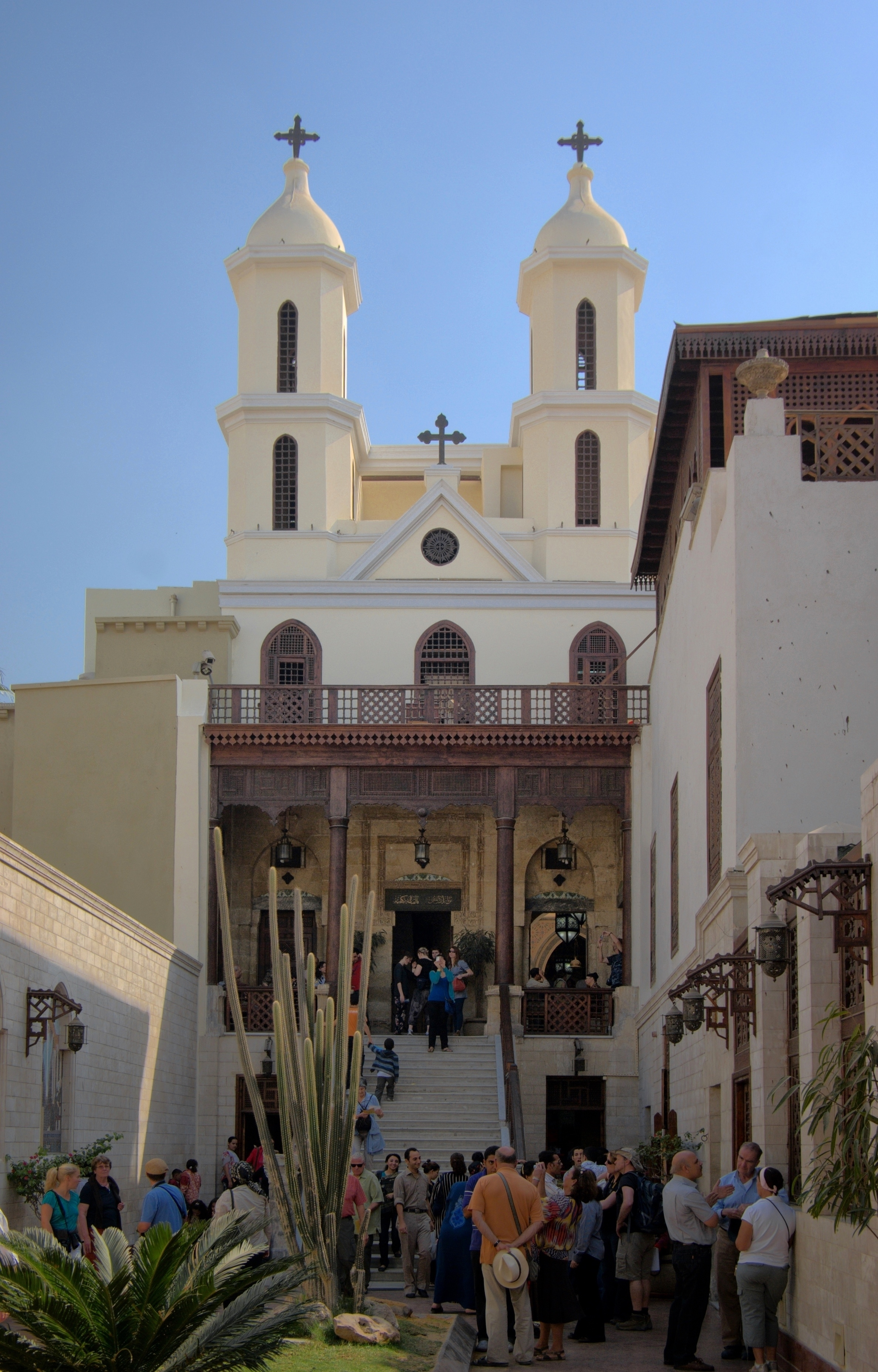
La Iglesia Colgante es la iglesia copta más famosa de El Cairo que fue construida en los siglos III o IV.

Durante un período de doscientos años, la arquitectura copta incorporó estilos del Antiguo Egipto nativo, grecorromano, bizantino y europeos occidentales. Tras la conquista musulmana de Egipto, puede observarse la influencia del arte y la arquitectura copta sobre la arquitectura islámica egipcia, así como la incorporación de algunas características coptas en los edificios islámicos en Egipto. Esto puede explicarse por el hecho de que los primeros gobernantes musulmanes de Egipto, así como los gobernantes ptolemaicos y bizantinos antes que ellos, reclutaban a egipcios nativos para realizar la labor de construcción. 
En siglos posteriores, el arte y la arquitectura copta también incorporaron motivos inspirados en estilos islámicos. En particular, ejemplos de arcos en punta aparecen en las iglesias coptas a partir del siglo IV y esta se convirtió en una característica notable de la arquitectura islámica y puede haberse propagado desde allí a la arquitectura gótica europea, aunque esta área sigue siendo debatida entre los historiadores de la arquitectura. Muchos de ellos consideran que sus orígenes se encuentran en Asiria, desde donde se expandieron a Persia donde se unió al estilo islámico.

## Características
El patriarcado de Alejandría se separó de las otras iglesias ortodoxas en 451 formando la Iglesia Copta. Después de esta fecha, los coptos, que constituían entonces una gran mayoría de la población egipcia, fueron evitados y a menudo perseguidos por los gobernantes bizantinos hasta la conquista de Egipto por el Islam, tras lo cual la población copta lentamente decreciente estuvo una posición más bien precaria. Por consiguiente, la arquitectura copta careció del patronazgo derrochador de los gobernantes y su corte que eran directamente responsables de la mayor parte de los edificios importantes de la arquitectura bizantina y católica medieval. La mayoría de edificios eran pequeños, conservadores en su diseño y permanecieron siendo próximos a los estilos vernaculares. También tenían una tendencia hacia la construcción masiva, que era parcialmente un gusto egipcio que sobrevivía del período faraónico, aunque también parcialmente la necesidad de edificios semi-fortificados, un resultado inevitable de la construcción de grandes estructuras de adobe y para mantenerlas frescas en el clima egipcio.
Mucho antes de la ruptura de 451, la Cristiandad egipcia fue pionera en la vida monacal, con muchas comunidades siendo establecidas en lugares deliberadamente remotos, especialmente al sur de Egipto. El relativamente gran número de edificios que han sobrevivido de los primeros períodos del monaquismo, desde alrededor del siglo V hacia adelante, son uno de los grupos más importantes de edificios cristianos tempranos que siguen en pie, por lo que ofrecen un correctivo útil al arte cortesano de Rávena y Constantinopla. Muchos murales tempranos también han sobrevivido. Incluso las ruinas de los monasterios en muchos lugares se han conservado en una buena condición para impresionar al visitante e informar al historiador del arte. La arquitectura copta temprana es, por tanto, de gran importancia para el estudio de la arquitectura cristiana temprana en general.

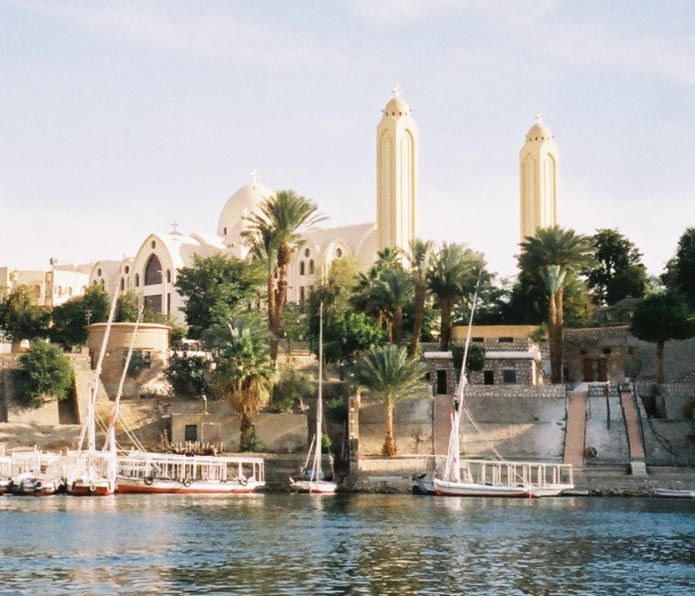
Catedral ortodoxa copta del Arcángel Miguel en Asuán.

A pesar de la ruptura con las otras iglesias ortodoxas, algunos aspectos del desarrollo de la disposición de las iglesias coptas tienen un paralelo con las iglesias ortodoxas, como el surgimiento de un iconostasio para separar el santuario, y con las occidentales, como el movimiento a lo largo de los siglos del lugar del baptisterio del nártex o pórtico externo a la parte trasera de la nave; sin embargo, la existencia de tres altares en el santuario, algunas veces en ábsides separados, es típica y distintivamente copto. Los altares en sí mismos están siempre erigidos en solitario.
Especialmente entre la conquista musulmana y el siglo XIX, la fachada externa de las iglesias coptas urbanas es usualmente plana y discreta. Igualmente, los monasterios están a menudo cercados con altos muros para defenderlos de los invasores del desierto durante la Edad Media. No obstante, internamente, las iglesias pueden estar decoradas, aunque se evitan las esculturas monumentales de figuras sacras, tal y como en las otras iglesias ortodoxas.
Muchos monasterios e iglesias coptas desperdigados a lo largo de Egipto fueron construidos con adobe sobre los planos de basílicas del estilo arquitectónico grecorromano. Usualmente, presentan grandes muros y columnas, arquitrabes y terminan en un ábside tripartito, pero existen muchas variantes de planos Los domos son pequeños comparados con aquellos de las iglesias bizantinas y, desde el siglo X, las naves son a menudo techadas con cúpulas. El uso de vigas es a menudo masivo en la nave, algunas veces para sostener un techo plano y algunas veces para dar fortaleza estructural a las paredes. Al interior, las iglesias están ricamente decoradas con murales y relieves.

### Iconostasio

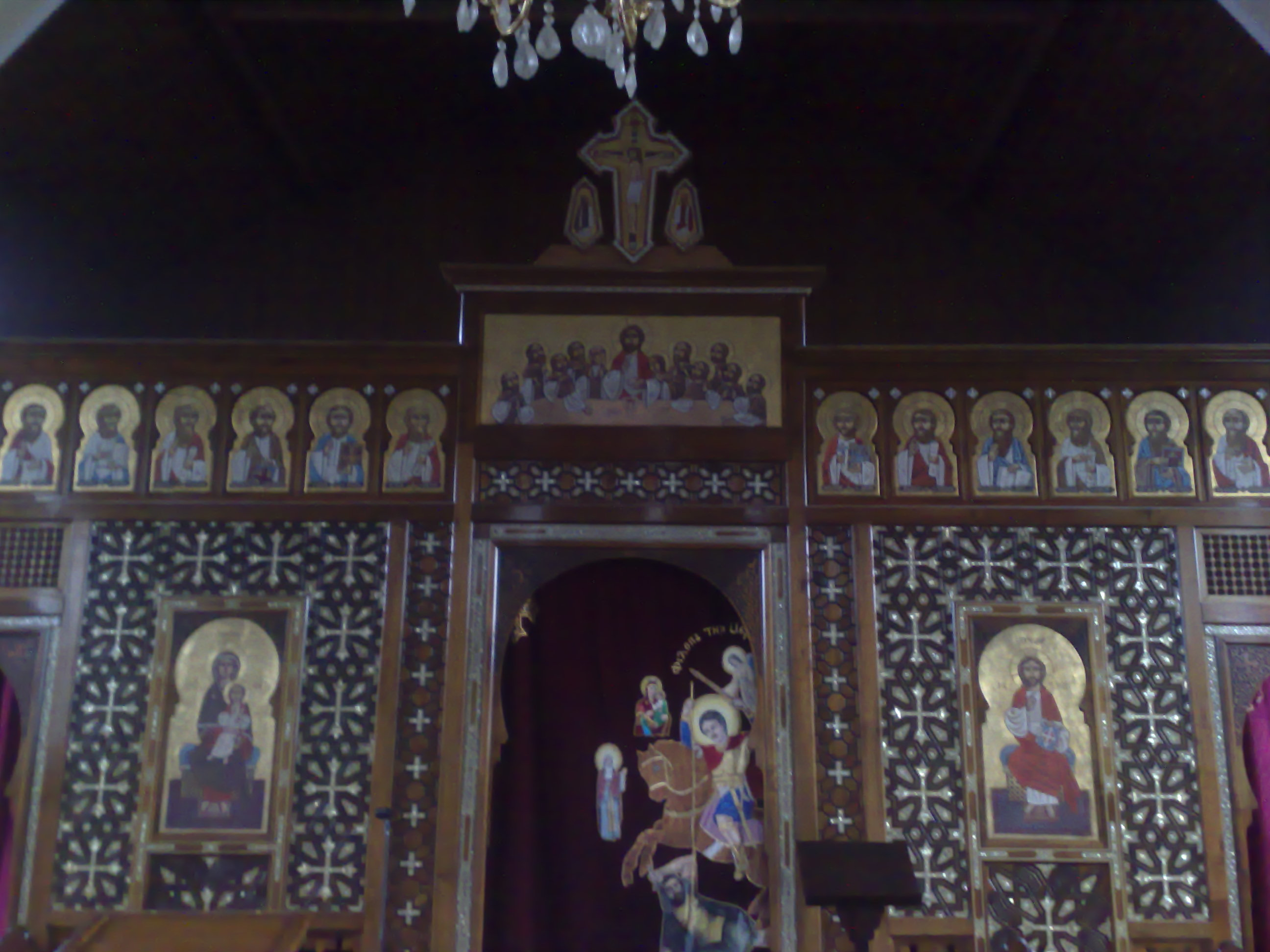
Ejemplo de iconostasio copto moderno en la Iglesia copta de Santa María y San Mercurio en Gales.

El iconostasio, pared que separada el santuario del cuerpo principal de la iglesia, es una de las características principales de cualquier iglesia copta. A menudo, los iconostasios coptos están menos compuestos de iconos que aquellos de las iglesias ortodoxas orientales. Usualmente, están hechos de ébano y algunas veces incrustados de marfil, como en la Iglesia de Santa María en Harat Zewila, El Cairo.
El iconostasio de la Iglesia de Santa María en el centro histórico de El Cairo, reconstruida después de 1321, muestra la mezcla de elementos estilísticos en la arquitectura copta. El plano básico es el de la basílica y son utilizadas antiguas columnas recicladas. El trabajo más antiguo en madera de estilo islámico, como son las muqarnas en las pechinas, y una cruz de inspiración gótica, escala el iconostasio. Este usa motivos abstractos islámicos, lo que también es común.
Existen muchos ejemplos de iconostasios coptos que preceden a sus contrapartes orientales y occidentales supervivientes.

### Grabado decorativo

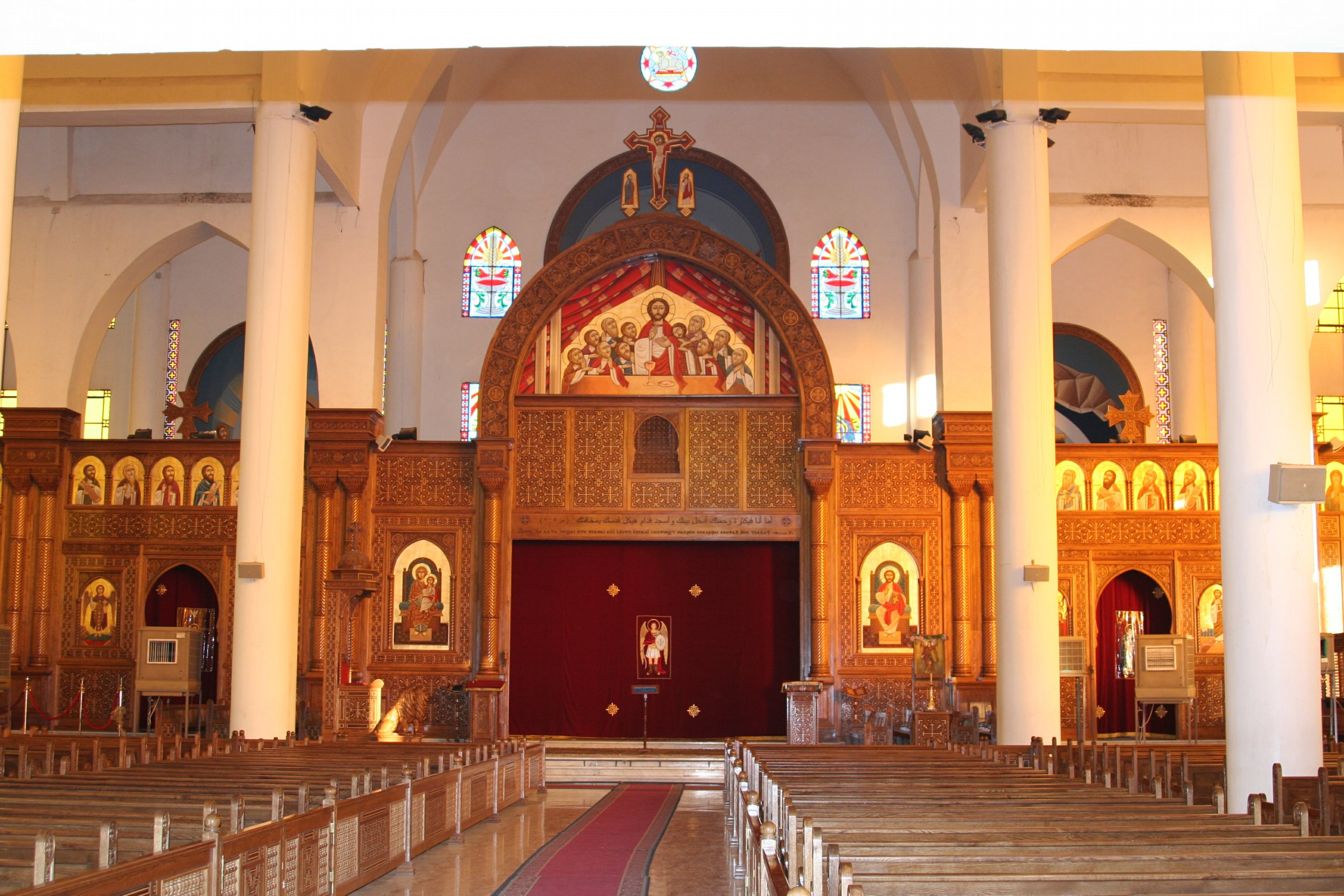
Catedral ortodoxa copta del Arcángel Miguel en Asuán.

Los edificios coptos tempranos contenían grabados decorativos elaborados en los capiteles de las columnas o en los frisos, algunos de los cuales incluían entrelazos, animales enfrentados y otros motivos. Estos también están relacionados con los manuscritos ilustrados y tejidos coptos y son a menudo considerados como influencias significativas tanto en el arte islámico temprano (en la Fachada de Mushatta, por ejemplo) y en el arte insular en las islas británicas que parecen haber estado en contacto con los monasterios coptos. A partir del arte insular, estos motivos se desarrollaron en el arte románico europeo.

## Arquitectura copta moderna

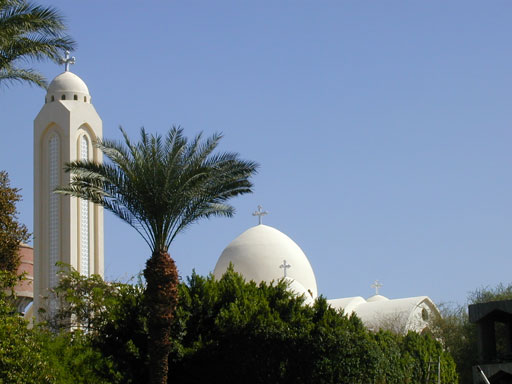
Un monasterio copto moderno en Egipto.

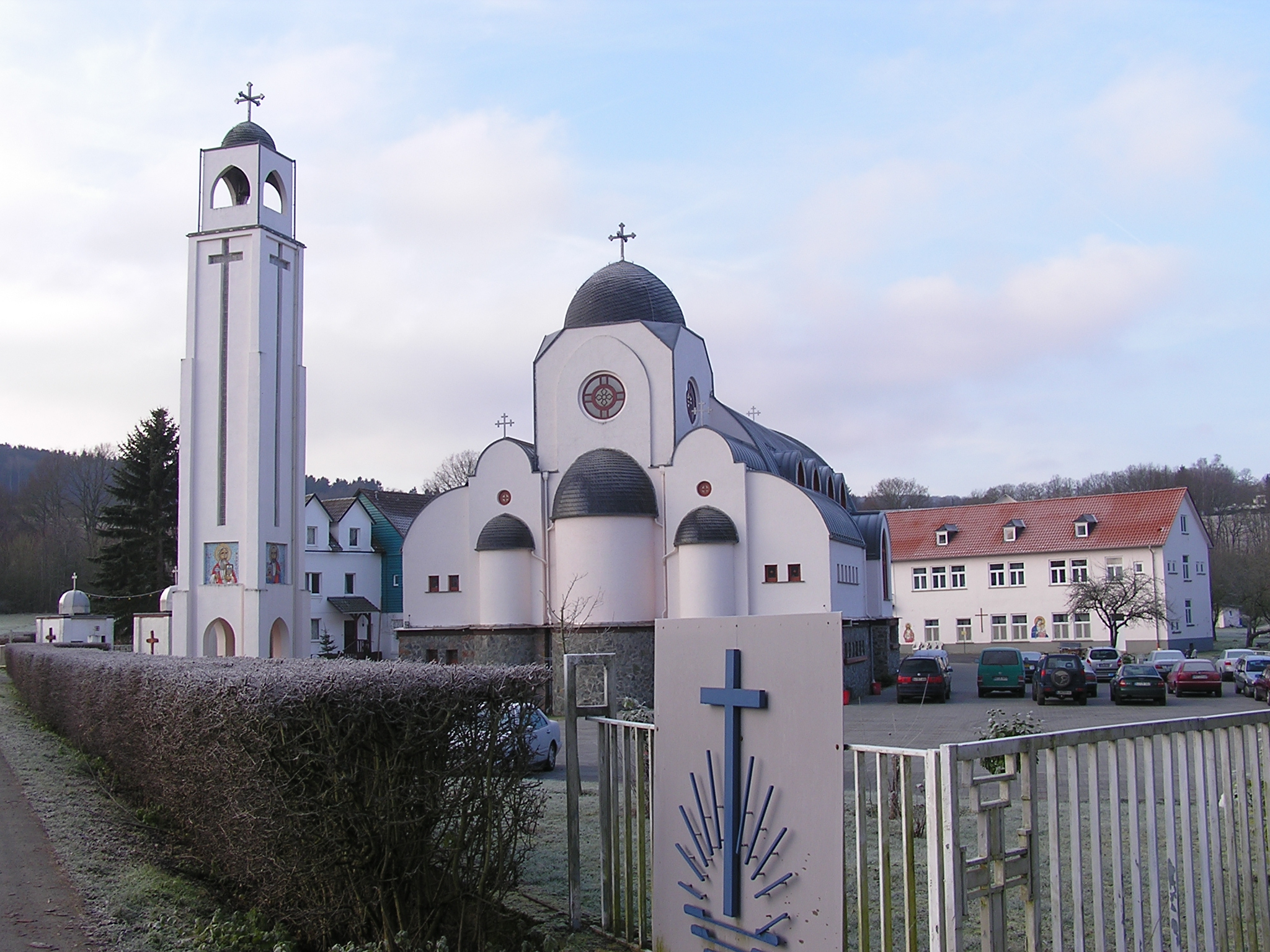
Monasterio de San Antonio en Alemania.

Los estilos arquitectónicos europeos empezaron a influenciar las iglesias coptas en el siglo XVIII. Algunas iglesias coptas modernas que poseen características propias de iglesias europeas son la Iglesia de Santa María (El Marashly) en Zamalek, El Cairo, diseñada por el arquitecto copto Ramses Wissa Wassef. Otros ejemplos son la Catedral ortodoxa copta de San Marcos en El Cairo, consagrada en 1968, y la Catedral copta ortodoxa del Arcángel Miguel, consagrada en 2006.
Las iglesias coptas mantienen la tradición de ser construidas con las mismas formas que las antiguas, pero es destacable que las iglesias coptas modernas son por lo general más grandes que sus predecesoras.